# Jodi Bieberová
Jodi Bieberová (nepřechýleně Jodi Bieber, * 1966) je jihoafrická fotografka.

## Život a dílo
Její snímek ženy z Afghánistánu Bibi Aisha, které uřízli uši a nos její manžel a švagr, vyhrála cenu World Press Photo of the Year v roce 2010.

## Inspirace
V rozhovoru po získání ceny WPP autorka řekla, že ji inspiroval snímkem afghánské dívky Šarbat Guly: Bylo to pro mě, jako když se dá historický moment do perspektivy. Pouze jedna věc, která se přidala do obrázku.

## Publikace s příspěvky Bieberové
- Figures and Fictions: Contemporary South African Photography. Göttingen: Steidl; Londýn: Victoria and Albert Museum, 2011. ISBN 9783869302669; ISBN 9783869303062. Fotografie autorů: Jodi Bieberová, Kudzanai Chiurai, Hasan and Husain Essop, David Goldblatt, Pieter Hugo, Terry Kurgan, Sabelo Mlangeni, Santu Mofokeng, Zwelethu Mthethwa, Zanele Muholiová, Jo Ractliffe, Berni Searle, Mikhael Subotzky, Guy Tillim, Nontsikelelo Veleko, Graeme Williams a Roelof van Wyk.